# Gremlins 2: A Nova Geração
Gremlins 2: The New Batch (prt: Gremlins 2: A Nova Geração; bra: Gremlins 2: A Nova Geração, ou Gremlins 2 - A Nova Turma) é um filme estadunidense, do gênero comédia de terror fantástico-científica, dirigido por Joe Dante, com roteiro de Charlie Haas baseado em personagens criados por Chris Columbus.
Esta sequência de Gremlins tem no elenco Zach Galligan, Phoebe Cates, John Glover, Robert Prosky, Haviland Morris, Dick Miller, Jackie Joseph, Robert Picardo e Christopher Lee.

## Sinopse
Sr. Wing acaba morrendo de velhice e, na demolição da loja onde Gizmo estava, o mogwai escapa. O animal é encontrado por um cientista, que o leva para seu local de trabalho com a finalidade de dissecá-lo. Coincidentemente suficiente - e para garantir o enredo do filme -, Billy (Zach Galligan) e Kate (Phoebe Cates) trabalham no mesmo prédio. Billy esconde Gizmo dos cientistas, mas durante um jantar com seu chefe, Sr. Clamp (John Glover), o mogwai é acidentalmente molhado, dando origem a quatro novos animais. Estes, apesar da aparência semelhante à de Gizmo, eram malignos, e conseguem trancafiá-lo no duto de ventilação. Os Mogwais malignos alimentam-se após a meia noite, desrespeitando a terceira regra de conduta dos bichos, e tornam-se Gremlins. Como Gremlins, causam uma explosão dentro do prédio onde estavam, acionando o sistema anti-incêndio e criando uma miríade de novos monstros. O caos é instalado e, em meio a desculpas do Sr. Clamp à mídia, que nega a existência dos monstros, a torturas praticadas por Gremlins contra Gizmo, e a ingestão de "poções" que implicam mutações, o filme se desenrola, e a imcumbência de pôr termo nas peripécias dos Gremlins recai sobre os personagens principais do longa, Billy, Kate e Gizmo.

## Elenco
- Zach Galligan - Billy Peltzer
- Phoebe Cates - Kate Beringer
- John Glover - Daniel Clamp
- Robert Prosky - Avô Fred
- Robert Picardo - Forster
- Christopher Lee - Dr. Catheter
- Haviland Morris - Marla Bloodstone
- Dick Miller - Murray Futterman
- Jackie Joseph - Sheila Futterman
- Gedde Watanabe - Katsuji
- Keye Luke - Sr. Wing
- Leonard Maltin - Leonard Maltin
- Hulk Hogan - Hulk Hogan
- Bubba Smith - Bubba Smith
- Howie Mandel - Gizmo (voz)
- Tony Randall - Gremlin Cérebro (voz)
- Frank Welker - Gremlin Moicano (voz)
- Jeff Bergman - Pernalonga/Patolino/Gaguinho (vozes)